# Liste des stations du métro de Saint-Pétersbourg

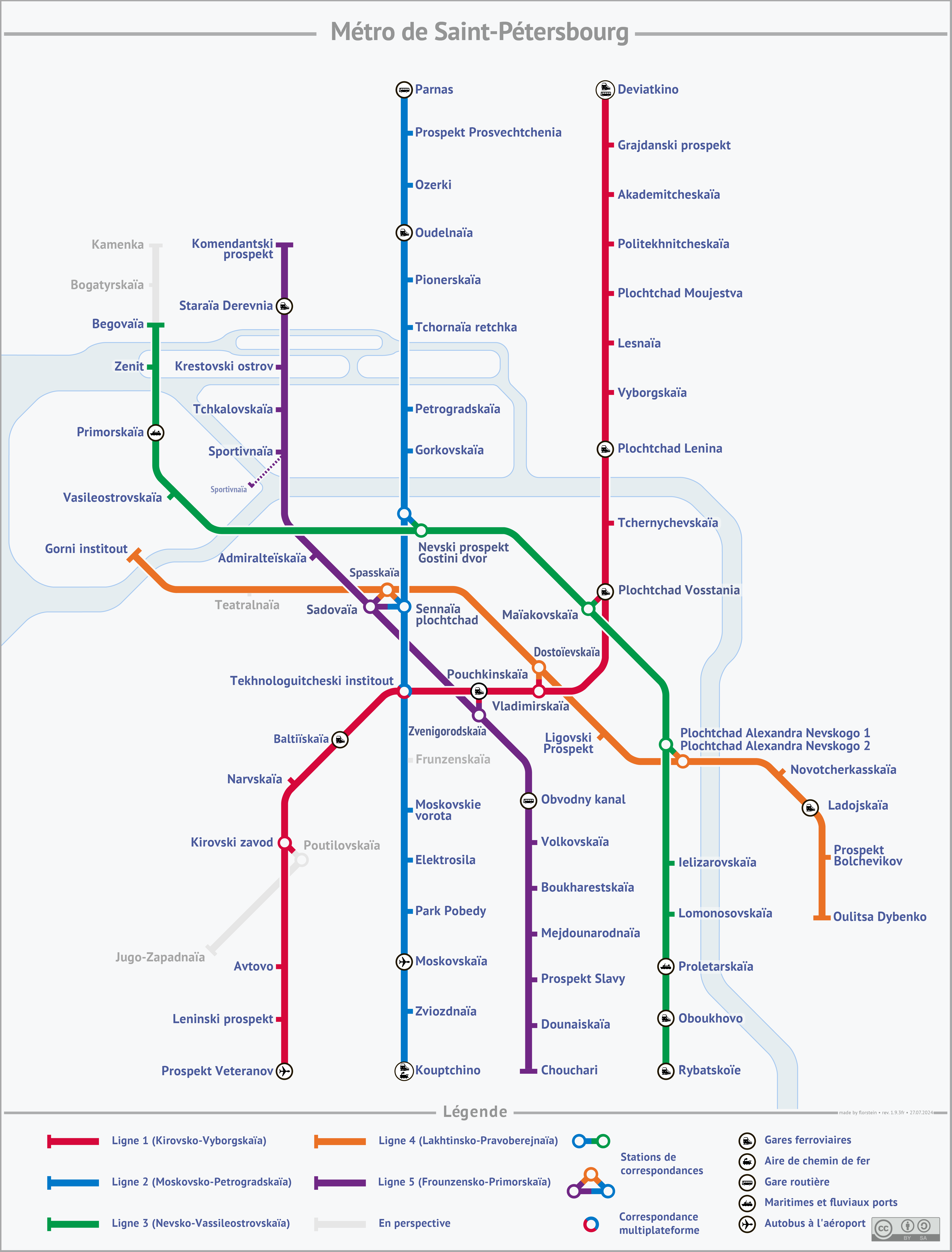
Carte du métro de Saint-Pétersbourg.

Cette liste des stations du métro de Saint-Pétersbourg est une liste exhaustive des stations, classées par lignes, du réseau du métro de Saint-Pétersbourg.

## Stations

### Ligne 1 (Kirovsko-Vyborgskaïa)
Du nord-est au sud-ouest, la ligne 1 comprend les stations suivantes :
| Nom français                 | Nom russe                | État     | Correspondance(s)                                                              |
| ---------------------------- | ------------------------ | -------- | ------------------------------------------------------------------------------ |
| Deviatkino                   | Девя́ткино                | Ouverte  | Trains via la gare de Deviatkino                                               |
| Grajdanski prospekt          | Гражда́нский проспе́кт     | Ouverte  |                                                                                |
| Akademitcheskaïa             | Академи́ческая            | Ouverte  |                                                                                |
| Politekhnitcheskaïa          | Политехни́ческая          | Ouverte  |                                                                                |
| Plochtchad Moujestva         | Пло́щадь Му́жества         | Ouverte  |                                                                                |
| Lesnaïa                      | Лесна́я                   | Ouverte  |                                                                                |
| Vyborgskaïa                  | Вы́боргская               | Ouverte  |                                                                                |
| Plochtchad Lenina            | Пло́щадь Ле́нина           | Ouverte  | Trains via la gare de Finlande                                                 |
| Tchernychevskaïa             | Черныше́вская             | Ouverte  |                                                                                |
| Plochtchad Vosstania         | Пло́щадь Восста́ния        | Ouverte  | via la station Maïakovskaïa Trains via la gare de Moscou                       |
| Vladimirskaïa                | Влади́мирская             | Ouverte  | via la station Dostoïevskaïa                                                   |
| Pouchkinskaïa                | Пу́шкинская               | Ouverte  | via la station Zvenigorodskaïa Trains via la gare de Saint-Pétersbourg-Vitebsk |
| Tekhnologuitcheski institout | Технологи́ческий институ́т | Ouverte  | (2)                                                                            |
| Baltiïskaïa                  | Балти́йская               | Ouverte  |                                                                                |
| Narvskaïa                    | На́рвская                 | Ouverte  |                                                                                |
| Kirovski Zavod               | Ки́ровский заво́д          | Ouverte  |                                                                                |
| Avtovo                       | А́втово                   | Ouverte  |                                                                                |
| Datchnoïe                    | Да́чное                   | Détruite |                                                                                |
| Leninski prospekt            | Ле́нинский проспе́кт       | Ouverte  |                                                                                |
| Prospekt Veteranov           | Проспе́кт Ветера́нов       | Ouverte  |                                                                                |

### Ligne 2 (Moskovsko-Petrogradskaïa)
Du nord au sud, la ligne 2 comprend les stations suivantes :
| Nom français                 | Nom russe                | État    | Correspondance(s)                                  |
| ---------------------------- | ------------------------ | ------- | -------------------------------------------------- |
| Parnas                       | Парна́с                   | Ouverte |                                                    |
| Prospekt Prosvechtchenia     | Проспе́кт Просвеще́ния     | Ouverte |                                                    |
| Ozerki                       | Озерки́                   | Ouverte |                                                    |
| Oudelnaïa                    | Уде́льная                 | Ouverte | Trains via la gare de Saint-Pétersbourg-Oudelnaïa  |
| Pionerskaïa                  | Пионе́рская               | Ouverte |                                                    |
| Tchornaïa retchka            | Чёрная ре́чка             | Ouverte |                                                    |
| Petrogradskaïa               | Петрогра́дская            | Ouverte |                                                    |
| Gorkovskaïa                  | Го́рьковская              | Ouverte |                                                    |
| Nevski prospekt              | Не́вский проспе́кт         | Ouverte | via la station Gostiny Dvor                        |
| Sennaïa plochtchad           | Сенна́я пло́щадь           | Ouverte | via la station Spasskaïa via la station Sadovaïa,  |
| Tekhnologuitcheski institout | Технологи́ческий институ́т | Ouverte | (1)                                                |
| Frounzenskaïa                | Фру́нзенская              | Ouverte |                                                    |
| Moskovskie Vorota            | Моско́вские воро́та        | Ouverte |                                                    |
| Elektrossila                 | Электроси́ла              | Ouverte |                                                    |
| Park Pobedy                  | Парк Побе́ды              | Ouverte |                                                    |
| Moskovskaïa                  | Моско́вская               | Ouverte |                                                    |
| Zviozdnaïa                   | Звёздная                 | Ouverte |                                                    |
| Kouptchino                   | Ку́пчино                  | Ouverte | Trains via la gare de Saint-Pétersbourg-Kouptchino |

### Ligne 3 (Nevsko-Vasileostrovskaïa)
Du nord-ouest au sud, la ligne 3 comprend les stations suivantes :
| Nom français                    | Nom russe                     | État    | Correspondance(s)                                                                  |
| ------------------------------- | ----------------------------- | ------- | ---------------------------------------------------------------------------------- |
| Begovaïa                        | Бегова́я                       | Ouverte |                                                                                    |
| Zenit                           | Зени́т                         | Ouverte |                                                                                    |
| Primorskaïa                     | Примо́рская                    | Ouverte |                                                                                    |
| Vasileostrovskaïa               | Василеостро́вская              | Ouverte |                                                                                    |
| Gostiny Dvor                    | Гости́ный двор                 | Ouverte | via la station Nevski prospekt                                                     |
| Maïakovskaïa                    | Маяко́вская                    | Ouverte | via la station Plochtchad Vosstania Trains via la Saint-Pétersbourg-Gare-de-Moscou |
| Plochtchad Alexandra Nevskogo 1 | Пло́щадь Алекса́ндра Не́вского-1 | Ouverte | via la station Plochtchad Alexandra Nevskogo 2                                     |
| Ielizarovskaïa                  | Елиза́ровская                  | Ouverte |                                                                                    |
| Lomonosovskaïa                  | Ломоно́совская                 | Ouverte |                                                                                    |
| Proletarskaïa                   | Пролета́рская                  | Ouverte |                                                                                    |
| Oboukhovo                       | Обу́хово                       | Ouverte | Trains                                                                             |
| Rybatskoïe                      | Рыба́цкое                      | Ouverte | Trains                                                                             |

### Ligne 4 (Pravoberejnaïa)
D'ouest en est, la ligne 4 comprend les stations suivantes :
| Nom français                    | Nom russe                     | État            | Correspondance(s)                                         |
| ------------------------------- | ----------------------------- | --------------- | --------------------------------------------------------- |
| Teatralnaïa                     | Театра́льная                   | En construction |                                                           |
| Spasskaïa                       | Спа́сская                      | Ouverte         | via la station Sennaïa plochtchad via la station Sadovaïa |
| Dostoïevskaïa                   | Достое́вская                   | Ouverte         | via la station Vladimirskaïa                              |
| Ligovski prospekt               | Ли́говский проспе́кт            | Ouverte         |                                                           |
| Plochtchad Alexandra Nevskogo 2 | Пло́щадь Алекса́ндра Не́вского-2 | Ouverte         | via la station Plochtchad Alexandra Nevskogo 1            |
| Novotcherkasskaïa               | Новочерка́сская                | Ouverte         |                                                           |
| Ladojskaïa                      | Ла́дожская                     | Ouverte         |                                                           |
| Prospekt Bolchevikov            | Проспе́кт Большевико́в          | Ouverte         |                                                           |
| Oulitsa Dybenko                 | У́лица Дыбе́нко                 | Ouverte         |                                                           |
| Koudrovo                        | Ку́дрово                       | En construction |                                                           |

### Ligne 5 (Frounzensko-Primorskaïa)
Du nord ou sud, la ligne 5 comprend les stations suivantes :
| Nom français          | Nom russe              | État    | Correspondance(s)                                          |
| --------------------- | ---------------------- | ------- | ---------------------------------------------------------- |
| Komendantski prospekt | Комендантский проспект | Ouverte |                                                            |
| Staraïa Derevnia      | Старая Деревня         | Ouverte | trains via la gare de Staraïa Derevnia                     |
| Krestovski ostrov     | Крестовский остров     | Ouverte |                                                            |
| Tchkalovskaïa         | Чкаловская             | Ouverte |                                                            |
| Sportivnaïa           | Спортивная             | Ouverte |                                                            |
| Admiralteïskaïa       | Адмиралтейская         | Ouverte |                                                            |
| Sadovaïa              | Садовая                | Ouverte | via la station Sennaïa plochtchad via la station Spasskaïa |
| Zvenigorodskaïa       | Звенигородская         | Ouverte | via la station Pouchkinskaïa trains via la Gare de Vitebsk |
| Obvodny kanal         | Обводный канал         | Ouverte | cars via la gare routière de Saint-Pétersbourg (ru)        |
| Volkovskaïa           | Волковская             | Ouverte |                                                            |
| Bukharestskaïa        | Бухарестская           | Ouverte |                                                            |
| Mejdounarodnaïa       | Международная          | Ouverte |                                                            |
| Prospekt Slavy        | Проспект Славы         | Ouverte |                                                            |
| Dounaïskaïa           | Дунайская              | Ouverte |                                                            |
| Chouchary             | Шушары                 | Ouverte |                                                            |